# Herbert Kiebler

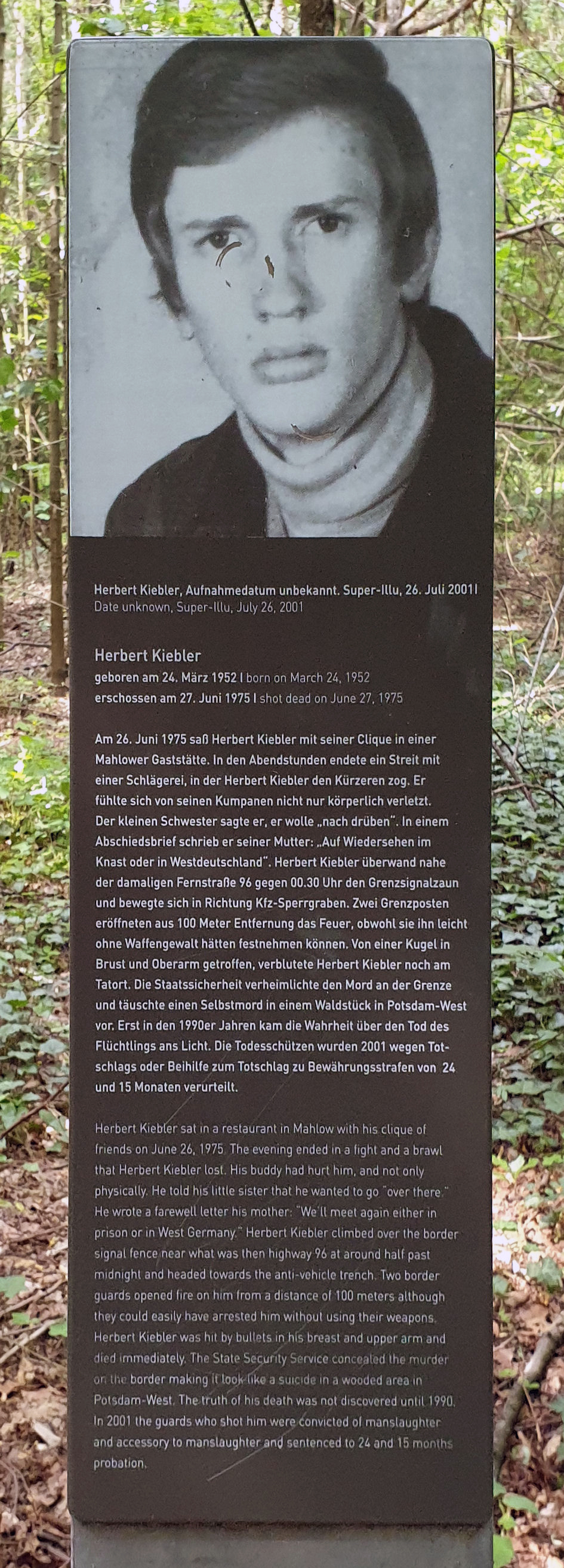
Gedenktafel am Mauerweg in Blankenfelde-Mahlow

Herbert Kiebler (* 24. März 1952 in Mahlow; † 27. Juni 1975 ebenda) war ein Todesopfer an der Berliner Mauer. Bei einem Fluchtversuch wurde er von Angehörigen der Grenztruppen der DDR erschossen.

## Leben
Herbert Kiebler wohnte mit seiner verwitweten Mutter und seiner Schwester in Mahlow. Er arbeitete im Metallhütten- und Halbzeugwerk in Berlin. 
Am Vorabend seines Todes trank er mit Freunden in einer Gaststätte in Mahlow Alkohol und wurde im Laufe des Abends dort in eine Schlägerei verwickelt. Gegen 22 Uhr kehrte er nach Hause zurück und verließ die Wohnung nach etwa einer halben Stunde wieder. In einem Abschiedsbrief an seine Mutter kündigte er seine Flucht an. Auf Umwegen erreichte er gegen 0.30 Uhr die Grenze von West-Berlin. Beim Überqueren der Grenzanlagen löste er stillen Alarm aus, dem zwei Grenzsoldaten nachgingen. Als Kiebler aus dem Pkw-Sperrgraben heraustrat, waren die Grenzsoldaten etwa 100 Meter entfernt in Stellung gegangen und nahmen ihn unter Beschuss. In Brust und Kopf getroffen, ging er zu Boden und verblutete vor Ort.
Das Ministerium für Staatssicherheit (MfS) schuf für den Vorfall die Legende des Selbstmords. Zu diesem Zweck fälschte das MfS mehrere Protokolle und überredete einen Förster zur Falschaussage. Gegenüber der Familie behauptete das MfS, dass sich Herbert Kiebler mit einem Messer umgebracht hätte, eine taktische Vorgehensweise, um die versuchte Flucht aus der DDR zu verschleiern. 
Der persönliche Abschied vom Leichnam wurde der Familie verweigert. In der Nacht vor der Beerdigung drang die Familie in die Leichenhalle ein und entdeckte die Schussverletzungen an der Leiche. Herbert Kieblers Mutter versuchte später, die Behörden der DDR zur Ermittlung der wahren Todesumstände zu bewegen.
Die beiden Grenzsoldaten bekamen für ihre Tat die Medaille für vorbildlichen Grenzdienst verliehen. Nach der deutschen Wiedervereinigung mussten sie sich in einem Mauerschützenprozess vor dem Landgericht Potsdam wegen Totschlags und Beihilfe verantworten. Das Verfahren endete mit Freiheitsstrafen von 24 und 15 Monaten auf Bewährung.